# Želva nejapná
Želva nejapná (Cylindraspis inepta) je vyhynulá suchozemská želva z ostrova Mauricius. Je jedním z pěti zástupců rodu Cylindraspis (převzaté ze slov kulindros = válec a aspis = štít), které obývaly Maskarény.

## Popis
Byla jedním ze dvou suchozemských želv na Mauriciu, druhou byla Cylindraspis triserrata.

## Výskyt aprostředí

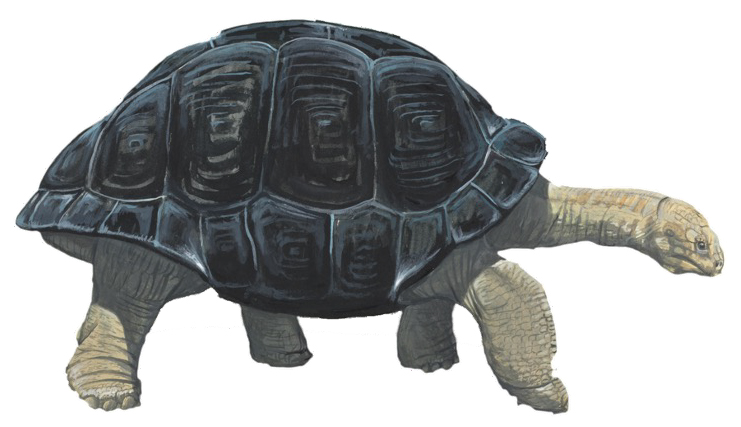
Rekonstrukce Juliana P. Huma

Želva nejapná byla endemitem ostrova Mauricius. Svoje prostředí sdílela také se známým drontem mauricijským, papouškem širokozobým a mnoha dalšími vyhynulými zvířaty. Živila se okusováním nejvyšších keřů a nízkých větví stromů.

## Vyhynutí

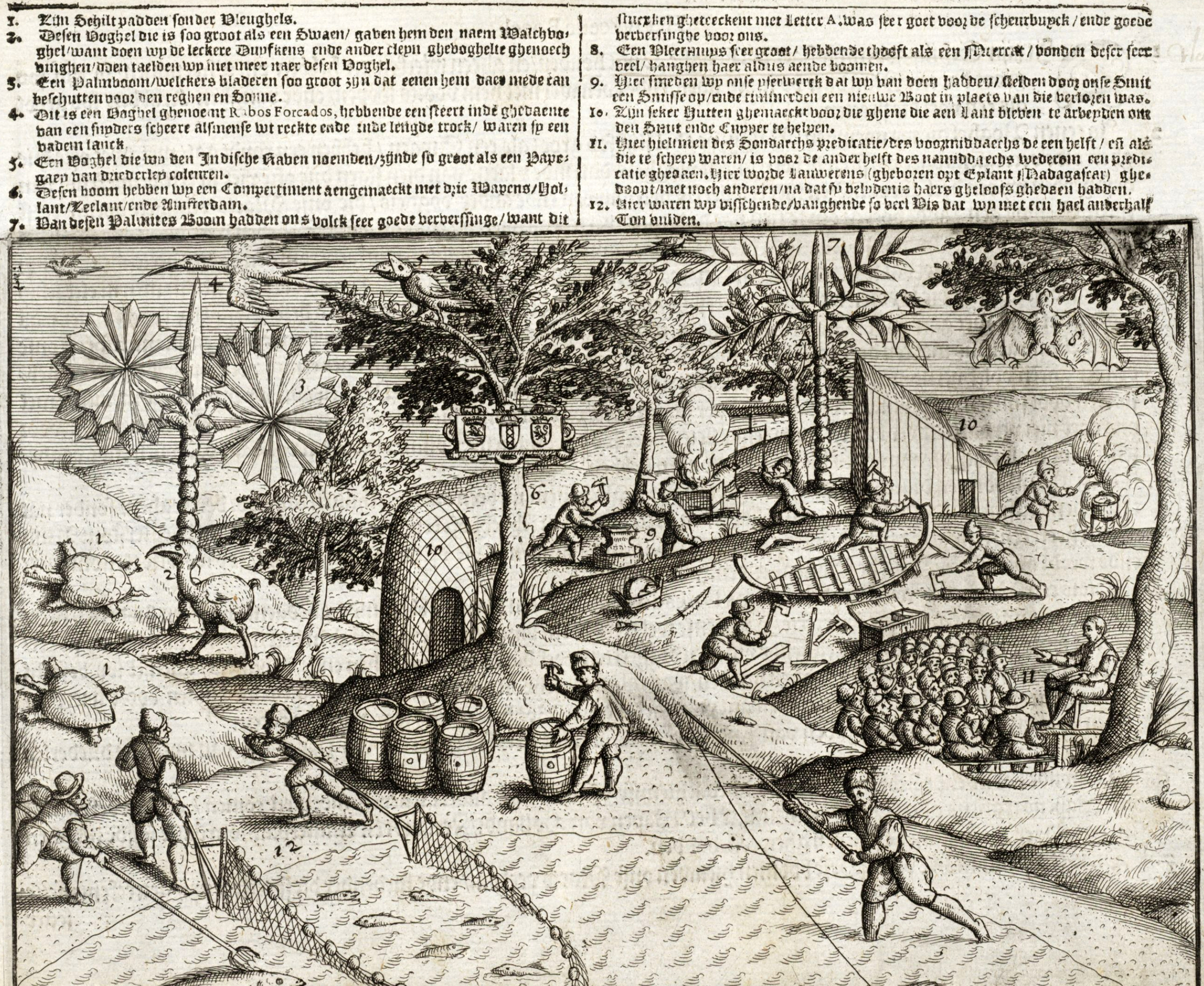
Dřevoryt z roku 1601 ukazující osídlení ostrova. Místní želvy jsou vyobrazeny vlevo vedle dronta s číslem 1.

Osud této suchozemské želvy byl podobný jako u dronta. Vysazení nepůvodních savců na Mauriciu, od krys přes makaky až po vepře, mělo vážné následky na jejich vejce a mláďata. Na jejím vyhynutí však velkou roli hrál také lov. Neví se však jistě, zdali tyto želvy byly vyhubeny pro maso, které bylo určeno pro námořníky a prasata, nebo pro tuk a olej. V roce 1700 pravděpodobně zmizely z Mauricia, poslední záznam pochází z roku 1735 z blízkých ostrůvků. Na druhou stranu však pro zbývající želvy stále existovalo útočiště, ostrůvek Round Island nacházející se 22,5 km severně od Mauricia. V roce 1877 byly na ostrůvek dovezeny kozy, které zničily veškerou vegetaci, a tím způsobily vyhynutí druhů.